# Ófelnémet nyelv
Az ófelnémet nyelv (németül: Althochdeutsch, rövidítve Ahd.) a (fel)német nyelv legkorábbi ismert írott nyelvemlékekkel rendelkező változata, időben körülbelül 750-től 1050-ig határolható be. Kialakulása az ófelnémet hangeltolódás (vagy második germán hangeltolódás) során ment végbe, valamikor a 3. és 8. század között, tehát még az első írásos emlékek megszületése előtt.
A német szó először egy 786-ból származó latin nyelvű dokumentumban jelenik meg, mint theodiscus. Egy egyházi összejövetelen a határozatokat tam latine quam theodisce felolvasták, tehát latinul és németül is. Az önmegnevezés ófelnémetül csak jóval későbbi időből származik. Egy ókori latin nyelvű nyelvkönyv egy másolatában, valószínűleg a 9. század második negyedéből, található egy szerzetes bejegyzése, aki nem értette a latin galeola (sisak alakú edény) szót. Valószínűleg megtudakolta egy társától a szó jelentését és jelentését anyanyelvén, ófelnémetül bejegyezte. Jegyzetében az ófelnémet nyelvű diutisce gellit jelenik meg.

## Nyelvemlékek
A latin betűkészletet az ófelnémetben átvették. Ez természetesen problémás volt, mert egyrészt bizonyos betűből túl sok volt pl. <v> és <f> másrészt bizonyos ófelnémet hangoknak (diftongusok, affrikáták, /pf/, /ts/, /tʃ/ és olyan mássalhangzóknak mint /ç/ <ch> és /ʃ/ nem volt latin nyelvű megfelelőjük. Az ófelnémet /f/ fonéma jelölésére az <f> grafémát használták, ezért pl. fihu (németül ma Vieh, marha), filu (németül ma viel, sok), fior (németül ma vier, négy), firwizan (németül ma verweisen, utal) és folch (németül ma Volk, nép). A középfelnémetben viszont ezt a fonémát már <v> grafémával jelölték. Ennek eredménye, hogy a mai német nyelvben ugyanazon /f/ fonéma jelölésére mind az <f> (Freund-barát, Frau-nő, frei-szabad) mind a <v> (Vogel-madár, Vieh-marha, viel-sok) használatos.
Az ófelnémet nyelvemlékek tartalmuk szerint nagyobb részt egyháziak (imák, keresztelési eskük, bibliafordítások) a világi tartalmú szövegek csak igen ritkán találhatóak (Hildebrandslied ószászul; Ludwigslied ófelnémetül) illetve rövidebb feliratok és ráolvasások (Inschriften, Zaubersprüche). Az egyik legjelentősebb ófelnémet nyelvemlék a Straßburgi eskü (Straßburger Eide) 842-ből, amely azonban sajnos csak egy újlatin nyelvű másolóműhelyben készült 10. vagy 11. századi kéziratban maradt fenn. A politikai és társadalmi szituáció megváltozásának következtében a 10. századtól nagy általánosságban véve az ófelnémet nyelvű szövegek produkciója megritkult illetve megszűnt. A 11. század második felétől újra fellendült a német nyelvű szövegek produkciója, de mivel a korábbi szövegemlékekhez képest jelentős hangtani (és nyelvtani) változások következtek be, az 1050 utáni német nyelvet már középfelnémetnek hívjuk. Több szakirodalom az ófelnémet írásbeliség végét a szent galleni Notker 1022-es halálával definiálja.

## Nyelvtan

### Umlaut
Az ófelnémet egyik jellegzetessége és a későbbi német nyelv bizonyos formáinak megértéséhez fontos a gyenge igék esetében fellépő ún. Primärumlaut. Ennek a jelenségnek a következménye hogy az /i/ és /j/ hangokat követő szótagban az /a/ hang /e/ hanggá alakul.

### Szóvégi szótagok
Az ófelnémet jellegzetessége továbbá a teljes hangértékű utolsó szótag, mint például a mai magyar nyelv, vagy a latin.
| ófelnémet: | újfelnémet: | magyar:    |
| ---------- | ----------- | ---------- |
| mahhôn     | machen      | csinál     |
| taga       | Tage        | napok      |
| demo       | dem         | annak/neki |
| perga      | Berge       | hegyek     |

A szóvégi szótag elnémulása 1050-től már olyan jelentős változást eredményezett, hogy ekkortól középfelnémetről beszélünk.

### Főnevek
A főnévnek négy esete van. Az ötödik eset maradványai még érzékelhetőek (Eszközhatározó eset). Megkülönböztethető egy erős (magánhangzói) és egy gyenge (mássalhangzói) főnévragozás. A nevelőnél is megtalálható ez a megkülönböztetés.

### Személyes névmások
A személyes névmások ragozása az ófelnémetben a következőképpen nézett ki:
| szám               | személy | nem          | alanyeset   | tárgyeset | részeseset | birtokoseset |
| ------------------ | ------- | ------------ | ----------- | --------- | ---------- | ------------ |
| Egyes szám         | 1.      |              | ih          | mih       | mir        | mīn          |
| Egyes szám         | 2.      |              | dū          | dih       | dir        | dīn          |
| Egyes szám         | 3.      | hímnem       | (h)er       | inan, in  | imu, imo   | (sīn)        |
| Egyes szám         | 3.      | nőnem        | siu; sī, si | sia       | iro        | ira, iru     |
| Egyes szám         | 3.      | semlegesnem  | iz          | iz        | imu, imo   | es, is       |
| Többes szám        | 1.      |              | wir         | unsih     | uns        | unsēr        |
| Többes szám        | 2.      |              | ir          | iuwih     | iu         | iuwēr        |
| Többes szám        | 3.      | hím nem      | sie         | sie       | im, in     | iro          |
| Többes szám        | 3.      | nő nem       | siu         | siu       | im, in     | iro          |
| Többes szám        | 3.      | semleges nem | sio         | sio       | im, in     | iro          |
| Udvariassági forma | 2.      |              | ir          | iuwēr     | iu         | iuwih        |

### Mutató névmás és határozott névelő
| egyes szám         | hímnem | nőnem | semlegesnem | többes szám  | hímnem | nőnem | semlegesnem |
| ------------------ | ------ | ----- | ----------- | ------------ | ------ | ----- | ----------- |
| alanyeset          | der    | diu   | daz         | alanyeset    | dē     | deo   | diu         |
| tárgyeset          | den    | dea   | daz         | tárgyeset    | dē     | deo   | diu         |
| birtokoseset       | des    | dera  | des         | birtokoseset | dero   | dero  | dero        |
| részeseset         | demu   | deru  | demu        | részeseset   | dēm    | dēm   | dēm         |
| eszközhatározóeset |        |       | diu         |              |        |       |             |

## Ófelnémet nyelvemlékek
- Abrogans
- Bruder Rausch
- Hammelburgi határvidék leírása
- Isidor
- Kasseli párbeszédtöredék
- Lorschi méháldás
- Vocabularius Sancti Galli
- Weißenburgi katekizmus
- Wessobrunner Gebet